# Yoshihito, car Taishō
Car Taishō (Tokijo, 31. kolovoza 1879. – Hajama, 25. prosinca 1926.) je, prema tradicionalnoj sukcesiji, bio 123. japanski car.
Carevo osobno ime bilo je Yoshihito.
Poznata je anegdota iz 1913. godine kada se Taishō pojavio u javnosti kako bi otvorio nacionalni parlament; kada je došao pred ljude, Taishō je uzeo papir na kojemu je bio govor, savio ga u cilindar i onda kroz njega promatrao slušatelje kao kroz dalekozor.
Njegovo je stanje s vremenom postajalo sve gore tako da je ubrzo postala javna tajna kako državom upravljaju carevi savjetnici umjesto njega samoga. Zaključno s 1919. godinom, Taishō više nije obavljao službene dužnosti, što je 25. studenog 1921. dovelo do toga da princ Hirohito bude imenovan regentom.
Početkom prosinca 1926. godine objavljeno je kako car boluje od pneumonije. Preminuo je 25. prosinca 1926. godine u 1:25 ujutro od posljedica srčanog udara.